# Drobnělky
Drobnělky (Zoraptera) jsou řád hmyzu, obsahující jedinou čeleď Zorotypidae s jediným dochovaným rodem Zorotypus, který obsahuje 34 žijících a 9 vyhynulých druhů.

## Popis
Tento hmyz objevil v roce 1913 Filippo Silvestri, našel však jen bezkřídlé jedince, proto tento hmyz pojmenoval Zoraptera (v řečtině "zor" znamená čistý a "aptera" znamená bezkřídlý). V roce 1920 objevil Andrew Nelson Caudell i okřídlené jedince, ale název Zoraptera už řádu zůstal.
Hmyz tohoto řádu je velký jen 3 mm nebo méně. Vzhledem i společenským chováním se podobá všekazům. Vývoj má proměnou nedokonalou. Má kousací ústní ústrojí, krátká tykadla z devíti článků a na zadečku krátké cérky obvykle složené z jednoho článku. Čelistní makadlo (maxilární palpy) má složené z pěti článků, retní ze tří, u obou je nejvzdálenější článek od trupu rozšířený.
Všechny druhy jsou mnohotvárné (polymorfní). Většina jedinců jsou bezkřídlé formy, bez očí a bez, nebo jen s trochou, pigmentace. Některé samičky a ještě méně samečků jsou okřídlené formy s velkými blanitými křídly, které se mohou ulamovat u základny křídel. Mají složené oči i jednoduchá očka (ocelli) a jsou i pigmentovaní. Tuto mnohotvárnost forem lze pozorovat i ve dvou formách nymf (larev). Rozpětí křídel dosahuje až 7 mm a křídla se mohou samovolně odlamovat. Křídla mají tvar pádla s redukovanou žilnatinou. Pokud má kolonie dobré životní podmínky, tak převažují bezkřídlí jedinci, ale pokud dojde ke zhoršení životních podmínek tak se začnou vyvíjet okřídlené formy.

## Rozšíření
Na celém světě je známo 34 druhů, vyskytují se především v tropických a subtropických oblastech. Jen čtyři druhy se vyskytují na sever od obratníku Raka, dva z nich v USA a dva v Tibetu.

## Způsob života
Žijí v malých koloniích pod tlejícím dřevem nebo v opuštěných termitištích. Živí se sporami plísní a detritem, ale také mohou lovit menší členovce jako jsou roztoči nebo chvostoskoci.

## Fylogeneze
Příbuznost s ostatním hmyzem je zatím nejasná. V současnosti je nejvíce rozšířený názor, založený na morfologických zvláštnostech drobnělek, že patří do skupiny hmyzu Polyneoptera s blízkou příbuznosti ke snovatkám. Nicméně molekulární analýza 18S ribozomální DNA naznačuje blízký vztah k nadřádu Dictyoptera (obsahuje šváby, všekazi a kudlanky).